# ابن عبد القوي
شَمْسُ الدِّينِ أَبُو عَبْدِ اللَّهِ مُحَمَّدُ بْنُ عَبْدِ الْقَوِيِّ بْنِ بَدْرَانَ بْنِ عَبْدِ اللَّهِ الْمَقْدِسِيُّ الْمِرْدَاوِيُّ الصَّالِحِيُّ الدِّمَشْقِيُّ الْحَنْبَلِيُّ ويُعرف اختصارًا بـ الناظم أو ابن عبد القوي (630 – 12 ربيع الأول 699هـ / 1233 – 7 ديسمبر [كانون الأول] 1299م)، فقيه حنبلي، ومحدث، ونحوي.

## نشأته
وُلِدَ في قرية (مَرْدا) من قرى نابلس بفلسطين، وذلك في سنة 630 هـ، وتلقَّى علومه الأوَّليَّة في قريته، وسَمِعَ الحديث من خطيب (مَردا) أبي عبد الله محمَّد بن إسماعيل المَقْدسيِّ النَّابلسيِّ، وعثمان ابن خطيب القرافة، ومحمَّد بن عبد الهادي، وسَمِعَ بالقُدس من تاج الدِّين بن عساكر... وغيرهم من الشُّيوخ.
وطَلَبَ وَقَرَأَ بنفسه، وتفقَّه على الشَّيخ شمس الدِّين بن أبي عمر وغيره، وبَرَعَ في العربيَّة واللُّغة، واشتغَلَ ودَرَّسَ، وأفتَى، وصَنَّفَ.

## ثناء العلماء عليه
- قال الحافظ علم الدِّين البِرْزَالي، وتبعه ابن حبيب: «كان شيخًا فاضلاً في الفقه والنَّحو واللُّغة، كثير المحفوظ، وأفتى ووَلِيَ تدريس الصَّاحِبة مدَّةً، وسَمِعَ كثيرًا بنفسه، وقرأ على الشُّيوخ، وله نَظْمٌ كثير...»).
- وقال الحافظ شمس الدِّين الذَّهَبيُّ: «كان حَسَنَ الدِّيانة، دَمِثَ الأخلاق، كثير الإفادة، مُطَّرِحًا للتكلُّف، وَلِيَ تدريس الصَّاحبة مُدَّةً، وكان يحضُر دار الحديث، ويشتغل بها، وبالجبل -أي: جبل قاسيون-، وله حكاياتٌ ونوادر، وكانَ مِنْ محاسن الشُّيوخ». وقال أيضًا: «العلاَّمة المفتي النَّحويّ بقيَّة السَّلَف... قرأ على الشُّيوخ، ثُمَّ بَرَعَ في المذهب والعربيَّة. جَلَسْتُ عنده، وسمعتُ كلامَهُ، ولي منه إجازةٌ».
- وقال السَّفارينيُّ: «الإمام العلاَّمة الأوحد، والقُدوة الفهَّامة الأمجد، سيبويه زمانه، بل قُسُّ عَصْرِهِ وسَحْبانُ أوانِه، ومَخْجل الدُّرِّ بنظمه والضُّحى ببيانه، والبحر بفيضِ عِلْمِهِ، والمُزْن بسيلِ بنانه، الإمام القدوة شمس الدِّين أبو عبد الله محمَّد بن عبد القويِّ المَرْداويّ، الفقيه، المحدِّث، النَّحْويّ، الحنبليّ، الأثريّ».

## شيوخه
- خطيب مردا.
- مُحَمّد بن عبد الْهَادِي.
- عُثْمَان ابْن خطيب القرافة.
- مظفر ابْن الشيرجي.
- إِبْرَاهِيم ابْن خَلِيل.
- تَاج الدّين ابْن عَسَاكِر.
- قَرَأَ النَّحْو على الشَّيْخ جمال الدّين ابْن مَالك.

## تلامذته
- شمس الدّين ابْن مُسلم.
- جمال الدّين ابْن جملَة.
- ابن تيمية.

## مؤلفاته
وله مُصنَّفات، أكثرها منظومة، منها:
- منظومة الآداب، وهي صغرى وكبرى.
- نظم المفردات، في الفقه الحنبلي.
- مجمع البحرين، لم يتمَّه.
- طبقات الأصحاب، طبقات الحنابلة.
- الفروق.
- عِقْدُ الفرائد وكنز الفوائد، وهي قصيدة داليَّة في الفقه.
- كتاب النعمة، جزآن.
- المنتقى في شرح العمدة لابن مالك النحوي.

## الوفاة
تُوُفِّي في 12 ربيع الأول، سنة 699 هـ، ودُفِنَ بسَفْح جبل قاسيون.